# 阿勒玛勒镇
阿勒玛勒镇，是中华人民共和国新疆维吾尔自治区伊犁哈萨克自治州新源县下辖的一个乡镇级行政单位。
2014年10月21日，新疆维吾尔自治区人民政府批复同意撤销阿勒玛勒乡建制，设立阿勒玛勒镇。

## 行政区划
阿勒玛勒镇下辖以下地区：
阿勒玛勒村、吾瑞克特阿热勒村、铁勒喀拉村、塔克尔布拉克村、阿克其村、台勒哈拉党总支生活区和改良场党总支。